# Salaheddine Bensaleh
Selaheddine Bensaleh (12 mei 1996) is een Belgisch taekwondoka. 

## Levensloop
Bensaleh is afkomstig uit Antwerpen. De atleet blesseerde zich in 2012 op een selectietoernooi voor de Olympische Spelen en kon zich bijgevolg niet kwalificeren voor het toernooi. 

## Palmares
2011
- Europees kampioen bij de junioren -55kg

2012
- kwartfinale wereldkampioenschap bij de junioren -55kg

2013
- Europees kampioen bij de beloften -59kg
- kwartfinale EK bij de junioren -58kg

2014
- kwartfinale EK -58kg